# Bruno Nardon
Bruno Nardon Felici (Assis, 3 de outubro de 1986) é um engenheiro mecânico e empreendedor brasileiro, reconhecido por cofundar empresas como a Kanui, a Rappi Brasil e o G4 Educação. Formado em Engenharia Mecânica pela Universidade Estadual de Campinas (Unicamp) e com complementação acadêmica na École Centrale de Nantes, na França, Nardon iniciou sua carreira profissional na Airbus, onde estagiou nas áreas de engenharia e cadeia de suprimentos.
Após retornar ao Brasil, atuou como analista de estratégia na Accenture Brasil. Em 2012, fundou a Kanui, um e-commerce especializado em produtos esportivos, que posteriormente foi integrado ao grupo Dafiti. Em 2017, liderou a entrada da startup colombiana Rappi no mercado brasileiro, contribuindo para sua rápida expansão no país. Atualmente, é fundador e mentor do G4 Educação, uma startup focada em educação corporativa, e sócio da Norte Ventures, um clube de investimentos em tecnologia.

## Biografia
Bruno Nardon Felici nasceu em Assis, interior de São Paulo, e passou sua infância no interior paulista, onde desenvolveu interesse por tecnologia e engenharia. Filho de um agrônomo e agricultor, seu contato com máquinas agrícolas desde criança despertou sua curiosidade sobre mecanismos e funcionamento de sistemas, influenciando sua escolha profissional posterior.

## Carreira
Bruno Nardon é um empreendedor brasileiro reconhecido por sua atuação em startups de tecnologia e educação corporativa. Sua trajetória profissional é marcada pela fundação e expansão de empresas como Kanui, Rappi Brasil e G4 Educação, além de investimentos em mais de 70 startups por meio do fundo Norte Ventures.

### Formação e início da carreira
Formado em Engenharia Mecânica pela Universidade Estadual de Campinas (Unicamp) e com duplo diploma pela École Centrale de Nantes, na França, Nardon iniciou sua carreira como estagiário na Airbus, na cidade de Toulouse, onde atuou em engenharia e supply chain. Posteriormente, trabalhou como analista de estratégia na Accenture, desenvolvendo habilidades em consultoria e experiência do cliente, base para sua futura atuação empreendedora.

### Kanui
Em 2012, fundou a Kanui, e-commerce especializado em produtos esportivos. A empresa enfrentou desafios iniciais, incluindo problemas de fluxo de caixa, mas sob sua liderança, alcançou R$ 1 milhão em vendas diárias em dois anos e meio, tornando-se lucrativa. A Kanui foi posteriormente adquirida pela Dafiti em 2015, consolidando-se como referência no setor de moda e esportes na América Latina.

### Rappi Brasil
Em 2017, Nardon trouxe a Rappi para o Brasil, plataforma colombiana de entregas on-demand. Como CEO, implementou uma estratégia de expansão geolocalizada, focando inicialmente em bairros específicos de São Paulo para garantir eficiência logística. Sob sua gestão, a Rappi alcançou avaliação de US$ 5 bilhões e tornou-se uma das principais empresas de delivery do país.

### G4 Educação
Em 2019, cofundou o G4 Educação (originalmente Gestão 4.0), startup de educação voltada para gestores e empreendedores. O programa, desenvolvido em parceria com Tallis Gomes e Alfredo Soares, combina metodologias práticas de gestão, growth hacking e vendas.

### Norte Ventures
Como sócio do fundo Norte Ventures, Nardon investiu em mais de 70 startups, incluindo empresas de tecnologia, saúde e finanças. Paralelamente, atua como palestrante e mentor, abordando temas como gestão inovadora, liderança inspiradora e estratégias de crescimento exponencial. Suas palestras já foram realizadas em empresas como Ford, Nestlé e C&A.